# Gens Volcàcia
La Gens Volcàtia o Vulcàtia o Volcàcia o Vulcàcia (en llatí Volcatia o Vulcatia) va ser una gens romana d'origen plebeu.
No es mencionen fins a la part final de la República. El primer membre que va arribar al consolat va ser Luci Volcaci Tul·le l'any 66 aC. Tullus era l'únic cognomen que van emprar durant la República. També apareix la família durant l'Imperi.